# Jimma (stad)
Jimma is een stad in Ethiopische regio Oromiya.
In 2005 telde Jimma 159.000 inwoners.
Op 1 oktober 2006 werden twee kerken aangevallen door een menigte, waarbij 10 kerkgangers om het leven komen. Aanleiding voor de aanval was woede onder sommige moslims in de stad over het doorgaan van een christelijke ceremonie.

## Afbeeldingen

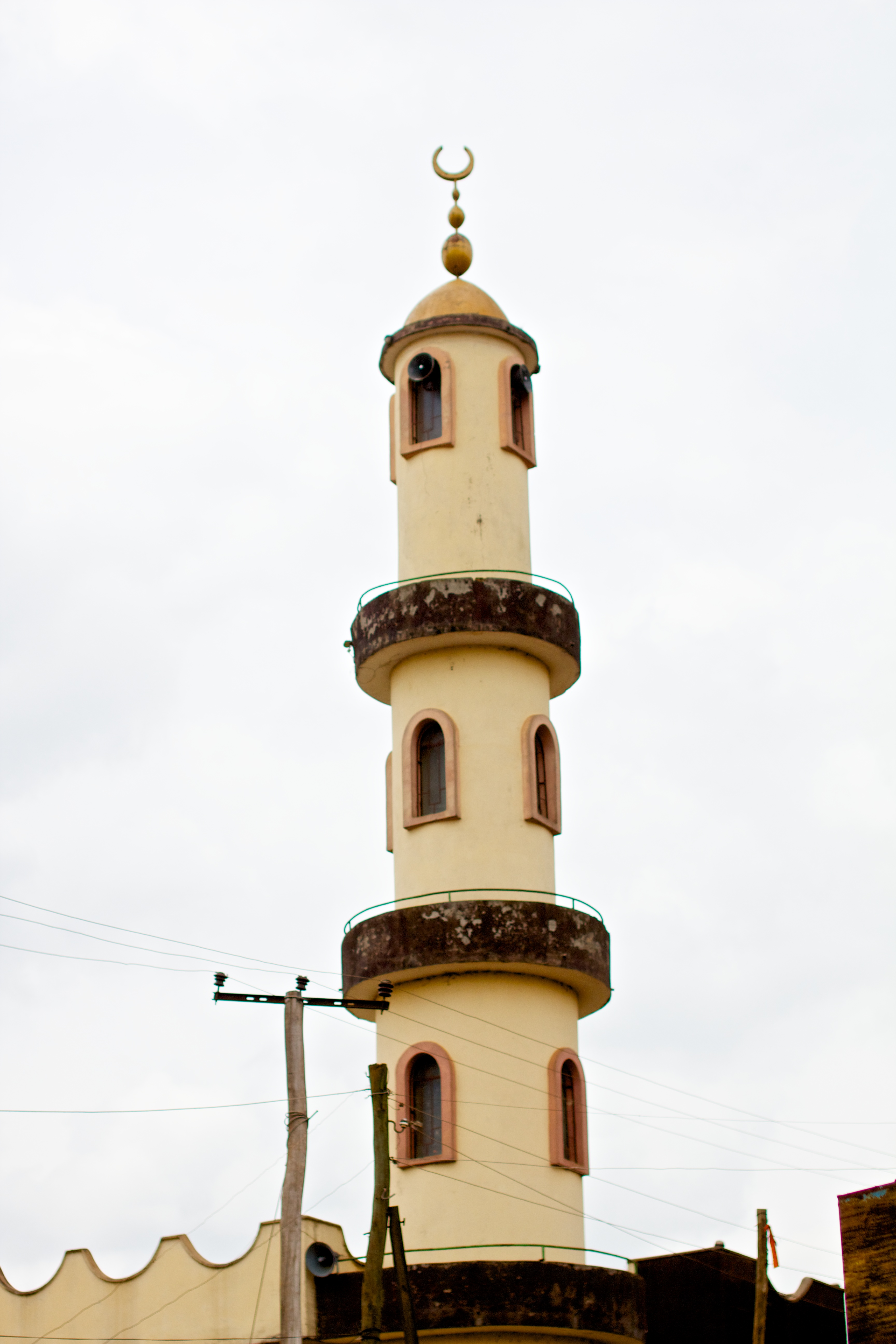
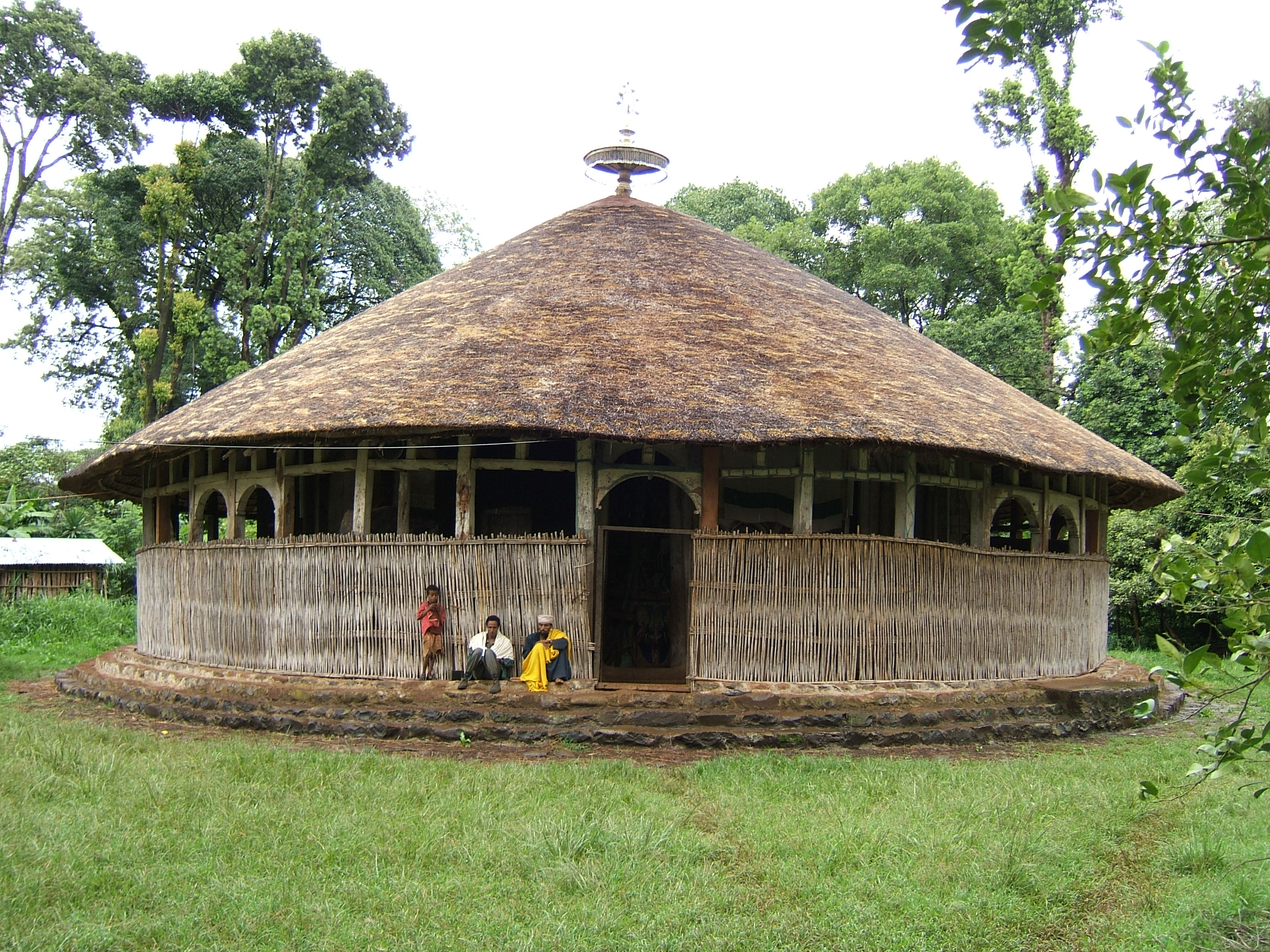
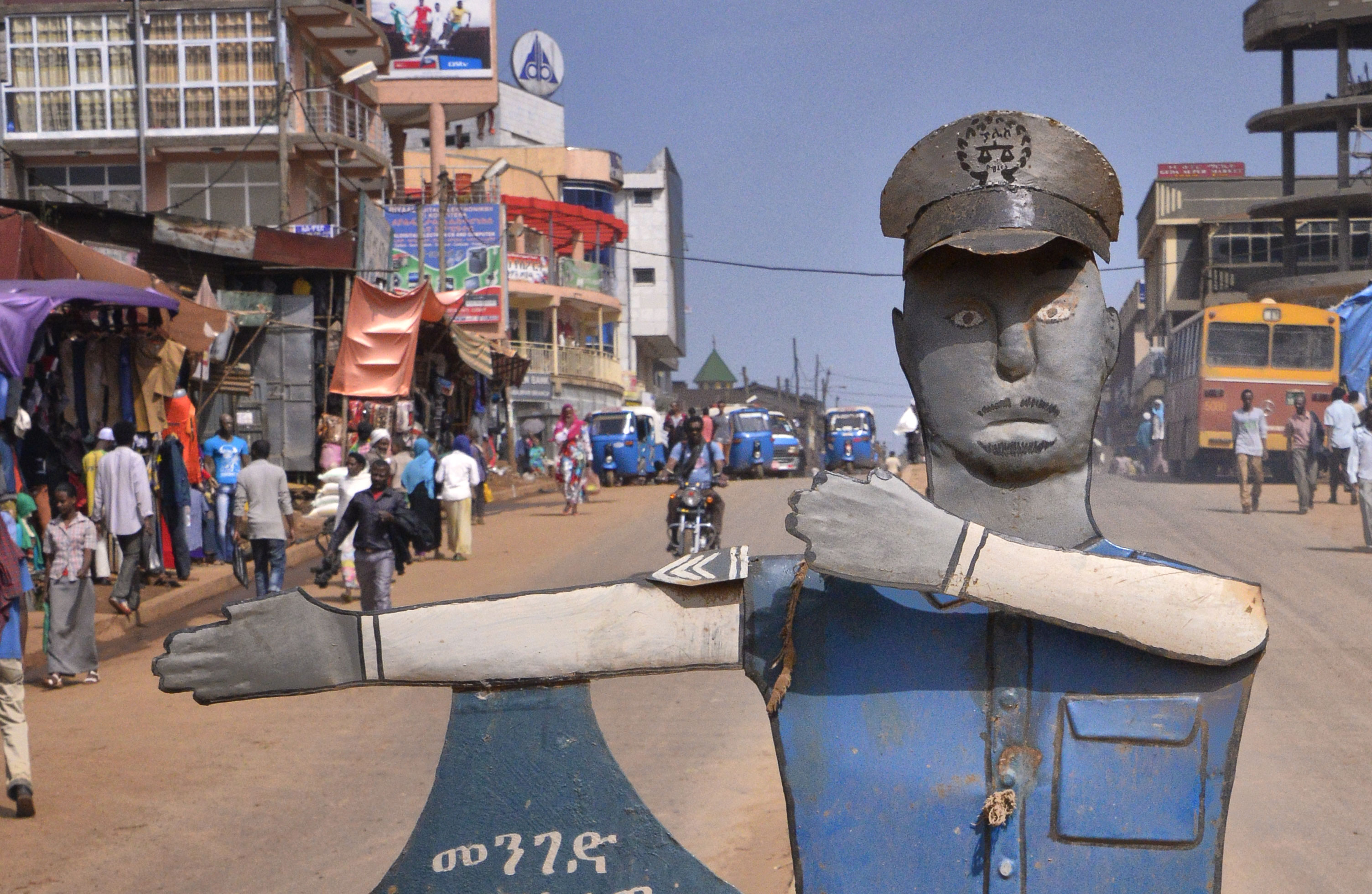